# Enfermedad de Hartnup
La enfermedad de Hartnup es un trastorno metabólico genético caracterizado por deficiencias en el mecanismo de transporte de determinados aminoácidos como el triptófano y la histidina  (aminoácidos neutros) a través del intestino delgado y los riñones. Enfermedad que se tipifica por un trastorno del mecanismo renal de transporte del triptófano principalmente. Es la afección metabólica más común asociada a aminoácidos.
Lleva el nombre de la familia británica Hartnup, que padecía esta enfermedad.

## Fisiopatología

La E. de Hartnup se hereda con un patrón autosómico recesivo

Este trastorno se caracteriza por una disminución de la absorción intestinal y de la reabsorción renal de aminoácidos neutros. El defecto se encuentra en un transportador de aminoácidos situado en el borde en cepillo del yeyuno y el túbulo proximal renal. La descomposición del triptófano no absorbido por las bacterias intestinales genera ácidos indólicos que se absorben y posteriormente se eliminan por la orina en grandes cantidades. El cariotipo sugiere un locus en el cromosoma 5  clonando un nuevo gen, SLC6A19 , en esta región y la forma de transmisión es autosómica recesiva, es decir, se hereda el gen defectuoso de ambos padres para que se exprese la enfermedad. Se puede diagnosticar al comienzo de la niñez.

## Cuadro clínico
El síntoma principal es una fotosensibilidad y se pueden presentar en esta enfermedad características como ataxia cerebelosa con episodios muy espaciados de falta de coordinación en los movimientos, retraso mental, hiperaminoacidemia, dermatitis con erupción escamosa roja, usualmente por exposición al sol. Ocasionalmente se ven cambios en el estado de ánimo, enfermedad psiquiátrica y problemas neurológicos, tales como el tono muscular anormal.

## Diagnóstico
Se realiza un análisis de orina para verificar los niveles elevados de los aminoácidos "neutros" y los niveles normales de otros aminoácidos. 

## Tratamiento
Las personas con síntomas deben recibir nicotinamida] (vitamina B3) por vía oral, en dosis de 40 a 200 mg/día, así como una dieta rica en proteínas que compense la escasa absorción de aminoácidos.
La mayoría de los pacientes con esta enfermedad pueden llevar una vida normal, sin ninguna incapacidad. Se debe evitar la exposición al sol o se aconseja el uso de ropa protectora y de protector solar con factor de 15 o mayor. 
Normalmente no existen complicaciones y sólo algunas personas presentan los síntomas más comunes como erupción cutánea, ausencia en la coordinación de movimientos y síntomas de enfermedad psiquiátrica en menor grado.